# تفسیر الفرقان
تفسیر الفرقان یا الفرقان فی تفسیر القرآن بالقرآن و السنة یکی از تفاسیر قرآن است که بر اساس روش تفسیر «قرآن به قرآن» توسط محمد صادقی تهرانی نگاشته شده‌است. این کتاب برندهٔ کتاب سال ایران شد.

## تاریخچه نگارش
این کتاب شامل دوره کامل تفسیر قرآن است که از آغاز تا انتهای قرآن، به تفسیر آیه به آیه آن پرداخته است. مفسر در آغاز، چنانکه مفسر، خود می‌گوید این تفسیر را از چند جزء آخر قرآن شروع نموده، و در ادامه، از ابتدای قرآن اقدام به تفسیر کرده و تا انتها ادامه داده است.
این تفسیر هم از نظر محتوا و هم از جهت سبک، یکی از تفاسیر بدیع امامیه به‌شمار می‌آید، چه این که از نظر محتوا- بر خلاف بیشتر تفاسیر که غالب محتوای آن‌ها تکرار حرفهای گذشتگان است این تفسیر به زبان عربی و در ۳۰ جلد تدوین شده‌است.
صادقی تهرانی تألیف تفسیر الفرقان را به‌طور رسمی طی ۱۴ سال، از سال ۱۳۵۳ شمسی در بیروت شروع و در سال ۱۳۶۷ در قم به پایان رسانید.
بدین ترتیب که چهار جلد را در بیروت حدود ۳ سال، یک جلد را در مکه، نزدیک به ۲ سال که مقارن با فعالیت‌های قرآنی وی در ام‌القری بود و ۲۵ جلد دیگر را طی حدود ۹ سال در قم به قلم تحریر نگاشت.
وی در شرح زمان و شرائط نگارش این تفسیر می‌گوید: { نگارش الفرقان در این ۱۴ سال با سابقه بود. بعد از آن که درمکه به دستور شاه ما را زندان کردند. بعد از آزادی به نجف رفتم و از همان ابتدا، تفسیر قرآن را شروع کردم و حدود ۱۰ سال درس تفسیر گفتم. آن هم در نجفی که اصلاً سابقه تفسیر نداشته و اگر داشته خیلی ضعیف و کم بوده‌است. در این ده سال هر چه تدریس می‌کردم، یادداشت می‌کردم. بر مبنای آن نوشته‌ها و افکار بعدی، تفسیر را نوشتم. من همیشه مطالب جدید داشتم، به این معنا که حتی در ترجمه و تفسیر فارسی هم مطالب جدیدی وجود دارد. بالاخره هنگام تألیف تفسیر با برداشت از آن نوشته‌هایی که در حوزه نجف به زبان عربی نوشته بودم بعد ازنظر به عبارات و مطالب، «تفسیر الفرقان» را تنظیم کردم و جلد سی ام، آغازگر تألیفم بود. پس از آن، از اول قرآن و بعد هم از وسط قرآن؛ لذا روی جلد می‌نوشتم جزء ۲۱، جزء۲۲، زیرا معلوم نبود چند جلد می‌شود. }

## معرفی تفسیر
صادقی تهرانی کل الفرقان را به‌طور کامل و بدون استثناء پس از تدبّر و تدریس به دو زبان عربی و فارسی و بررسی دقیق و مکرر آیات، تألیف کرده‌است و بدین سبک در زمره اولین تفاسیری است که پس از تدریس کامل تفسیر کل آیات قرآن، نگاشته شده است
از دیدگاه وی، انتظارات غیر مطلق، تحمیل بر نص قرآن کردن و تحمیل بر آیات قرآن کردن، مسلماً مردود است.

## نسخه‌شناسی
این تفسیر سلسله درس‌هایی است که بر طلاب علوم دینی در حوزه علمیه نجف و قم عرضه شده‌است و در حدود ۱۷۰۰۰ صفحه وزیری می‌باشد که به تدریج در لبنان، عراق و ایران به چاپ رسیده‌است. پایان تألیف آن تا ۱۳۹۷ ق استمرار داشته‌است.
ابتدا در بیروت توسط مؤ سسه اعلمی در سال ۱۳۹۵ ق و سپس مؤ سسه الوفاء در ۱۴۰۷ ق و در تهران چاپ دوم و سوم آن توسط انتشارات فرهنگ اسلامی با قطع وزیری منتشر شده، و اکنون نیز، توسط انتشارات شکرانه، در حال چاپ است.